# Berner Symphonieorchester
Das Berner Symphonieorchester (BSO) wurde 1877 gegründet und gehört heute zu den grössten Orchestern der Schweiz. Es wurde 2011 mit dem Stadttheater Bern fusioniert und ist seit dem 1. Juli 2011 Teil des Vierspartenhauses Bühnen Bern (vormals Konzert Theater Bern), zu dem neben dem BSO eine Ballett-, Oper- und Schauspielabteilung gehören. Bestehend aus rund 100 Musikern spielt das BSO pro Saison etwa 50 Konzerte (darunter Symphonie-, Extra-, Mittags- und Familienkonzerte sowie Matineen). Hauptveranstaltungsort der Konzerte ist das Kultur Casino in Bern. Neben dem Konzertbetrieb ist das Orchester bei Opernproduktionen von  Bühnen Bern engagiert. Zusammen mit der Hochschule der Künste Bern und dem Konservatorium der Stadt Bern organisiert das BSO ausserdem eine erfolgreiche Kammermusik-Reihe.
Die Stiftung Konzert Theater Bern fungiert als Trägerverein. Finanziert wird Bühnen Bern durch Bund, Kanton und Stadt Bern, regionale Gemeinden und Förderer.

## Dirigenten
Bis zur Saison 2020/21 war der Schweizer Mario Venzago Chefdirigent des BSO. Zu seinen Vorgängern zählen Andrey Boreyko, Karl Munzinger, Fritz Brun, Luc Balmer, Paul Kletzki, Charles Dutoit, Gustav Kuhn, Peter Maag und Dmitrij Kitajenko. Mit Beginn der Saison 2024/25 übernimmt Krzystof Urbanski.
Ab 1935 wurden regelmässig renommierte Gastdirigenten eingeladen. Dazu zählten Bruno Walter, Erich Kleiber, Wilhelm Furtwängler, Karl Böhm, Herbert von Karajan, Sir John Barbirolli, Ernest Ansermet und später Hans Knappertsbusch und Rafael Kubelík, sowie Günter Wand, in jüngerer Zeit Armin Jordan, Eliahu Inbal, Günther Herbig, Pietari Inkinen, Jean-François Monnard, Ari Rasilainen, Tania Miller und Jaap van Zweden.